# Monte Mokoto
O Monte Mokoto é o segundo ponto mais alto da ilha de Mangareva, pertencente ao arquipélago de Gambier, na Polinésia Francesa, com 423 m de altitude.